# Petrus Norbertus van Reysschoot
Petrus Norbertus van Reysschoot ou Pierre Norbert van Reysschoot (4 avril 1738, à Gand - 12 février 1795, à Gand) est un peintre, dessinateur, décorateur, éducateur et collectionneur d'art flamand. Il passe sa carrière à Gand. Il est connu pour ses projets décoratifs dans les résidences et églises locales et notamment ses grisailles. Ses sujets portent sur des paysages, des allégories, des récits mythologiques et religieux, des scènes de genre et des natures mortes en trompe-l'œil.

## Vie
Petrus Norbertus van Reysschoot naît à Gand en tant que fils d'Emanuel Petrus Franciscus et de Catherina du Bois. Il fait partie d'une famille d'artistes qui compte un grand nombre de peintres au XVIIIe siècle. Le premier artiste de la famille est Petrus Johannes van Reysschoot, peintre et graveur connu pour ses scènes de genre, ses scènes de chasse, ses paysages, ses portraits et ses sujets religieux chrétiens. Le père de Petrus Norbertus est le frère de Petrus Johannes van Reysschoot et est connu pour son large éventail d'œuvres décoratives. Petrus Norbertus est le frère de Johannes Emanuel et Anna Maria van Reysschoot, qui devinrent tous deux peintres.

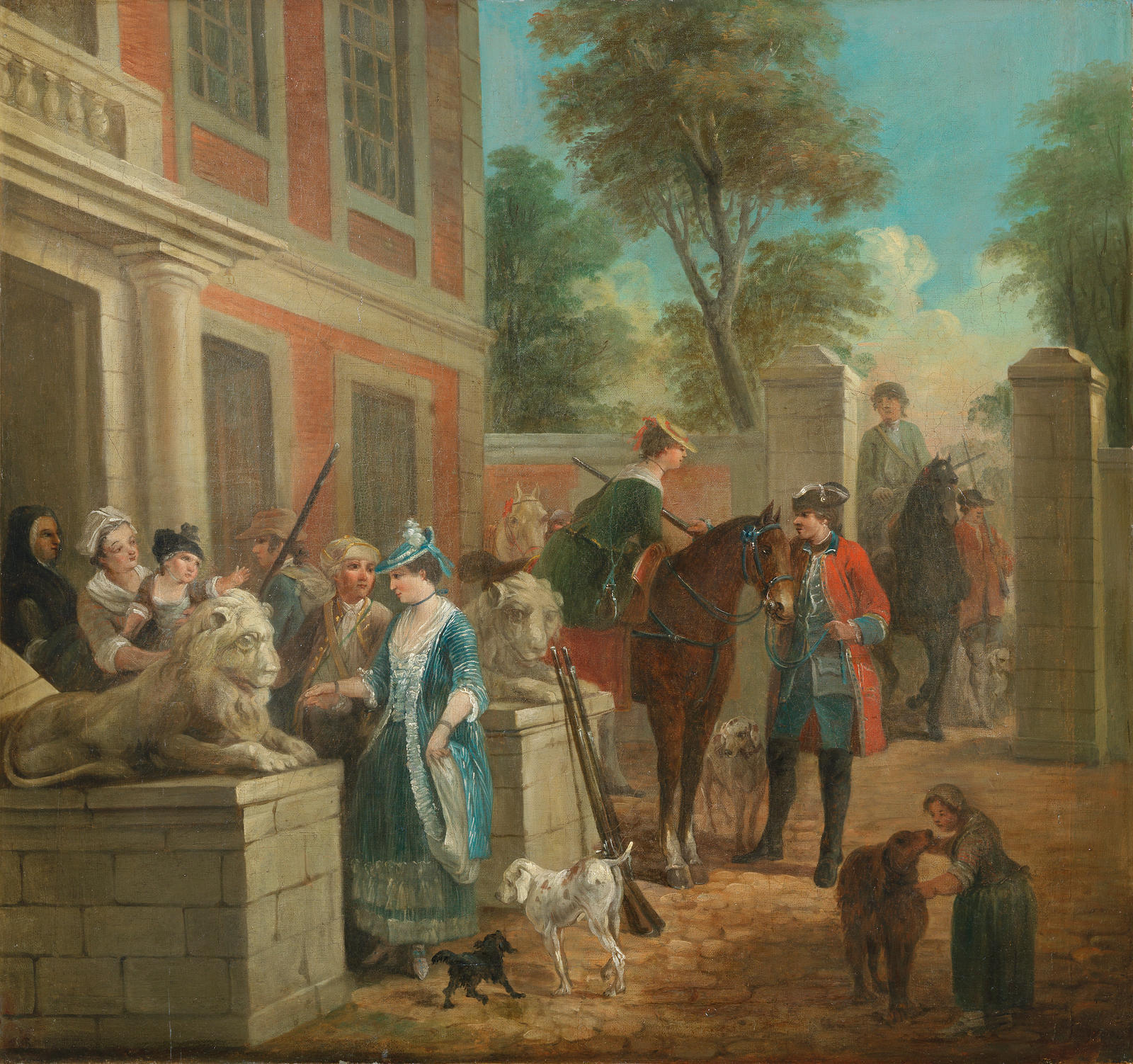
Le départ pour la chasse

Petrus Norbertus s'est formé auprès de son père et est admis comme maître dans la Guilde de Saint-Luc de Gand dès l'âge de 15 ans. Il reste membre de la Guilde jusqu'à son abolition en 1773. Il devient un artiste à succès qui bénéficie du patronage de la bourgeoisie aisée de Gand. Il a également travaillé pour des institutions religieuses. En 1764, il reçut une commande de l'abbaye de Baudeloo à Gand pour laquelle il créa des grisailles pour le chœur.

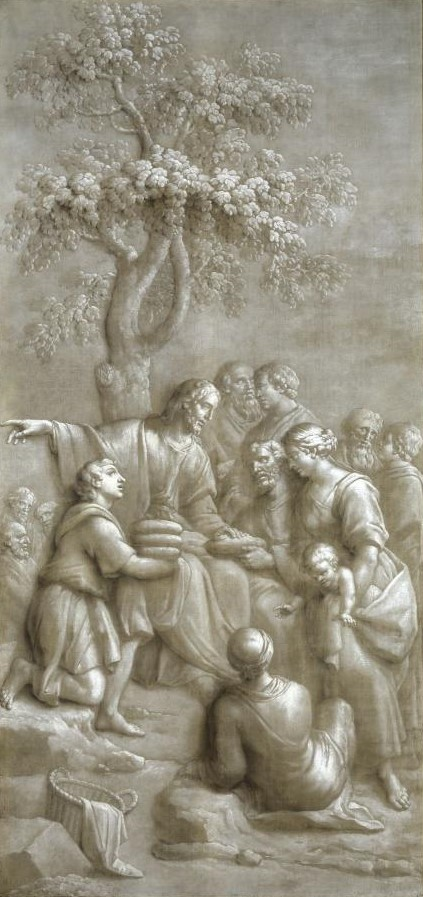
Multiplication des pains

En 1770, il fut nommé « premier professeur » de l'Académie royale des Beaux-Arts de Gand. Il a enseigné la dissection, l'architecture et la perspective. Dans ce rôle, il a réalisé une traduction en néerlandais du manuel d'architecture de l'architecte français Jean-François Blondel. Il est publié en 1792 par Pieter Frans de Goes sous le titre Grondregelen der bouw-kunde, aengewezen in haere bezonderste deelen, zoo aengaende hunne proportien, vercierselen, als hun gebruyk (Règles fondamentales de l'architecture, désignées dans leurs parties les plus particulières, en ce qui concerne leurs proportions, leurs décorations et leurs utilisations).
Il obtient en 1773 la commande d'illustrer les registres annuels des échevins de Gand, travail que son père récemment décédé a entrepris auparavant. En 1774, il obtient la commande de peindre des grisailles pour la cathédrale Saint-Bavon de Gand.
Pour la joyeuse entrée de Joseph II, empereur du Saint-Empire romain germanique à Gand en 1781, la ville a construit un podium temporaire sur le Vrijdagmarkt à Gand. Van Reysschoot est invité à fournir les décorations finales du podium. Il a réalisé un grand tableau représentant le « Tribut d'emprunt des États », dont deux études préliminaires et trois dessins ont survécu.
Van Reysschoot a participé à divers concours pour gagner des commissions. Lors de son déménagement au Pakhuis en 1785, la Chambre de Commerce de Gand organisa un concours pour décorer ses nouveaux locaux, qui fut remporté par van Reysschoot. L'un des tableaux qu'il a peints pour la Chambre se trouve aujourd'hui à l'Hôtel de Ville de Gand. Il s'agit d'une allégorie du commerce gantois.
Pieter Norbert van Reysschoot reçut des commandes pour décorer de nombreuses résidences privées. Cela inclut le tableau de la salle à manger de la résidence van Goethem. Dans la résidence Van den Bogaerde à Nederpolder, il est responsable de la décoration de la salle à manger dans laquelle il est assisté de sa sœur Anna Maria.
L'artiste est resté longtemps célibataire, probablement complètement absorbé par son emploi du temps chargé. Ce n'est qu'à l'âge de 52 ans qu'il épousa Marie-Anne-Colette Janssens le 14 octobre 1790. Moins de cinq ans plus tard, il mourut le 12 février 1795.

## Travail
Petrus Norbertus van Reysschoot est un peintre prolifique qui peignait des paysages, des allégories, des récits mythologiques et religieux, des scènes de genre, des marines, des paysages, des portraits et des natures mortes en trompe-l'œil. Il est principalement actif en tant que peintre décorateur travaillant sur des commandes pour des particuliers et des institutions religieuses,. Il peint également des décorations temporaires pour des représentations théâtrales, des cérémonies et des festivités. Il a ensuite conçu des statues et des éléments architecturaux de bâtiments.

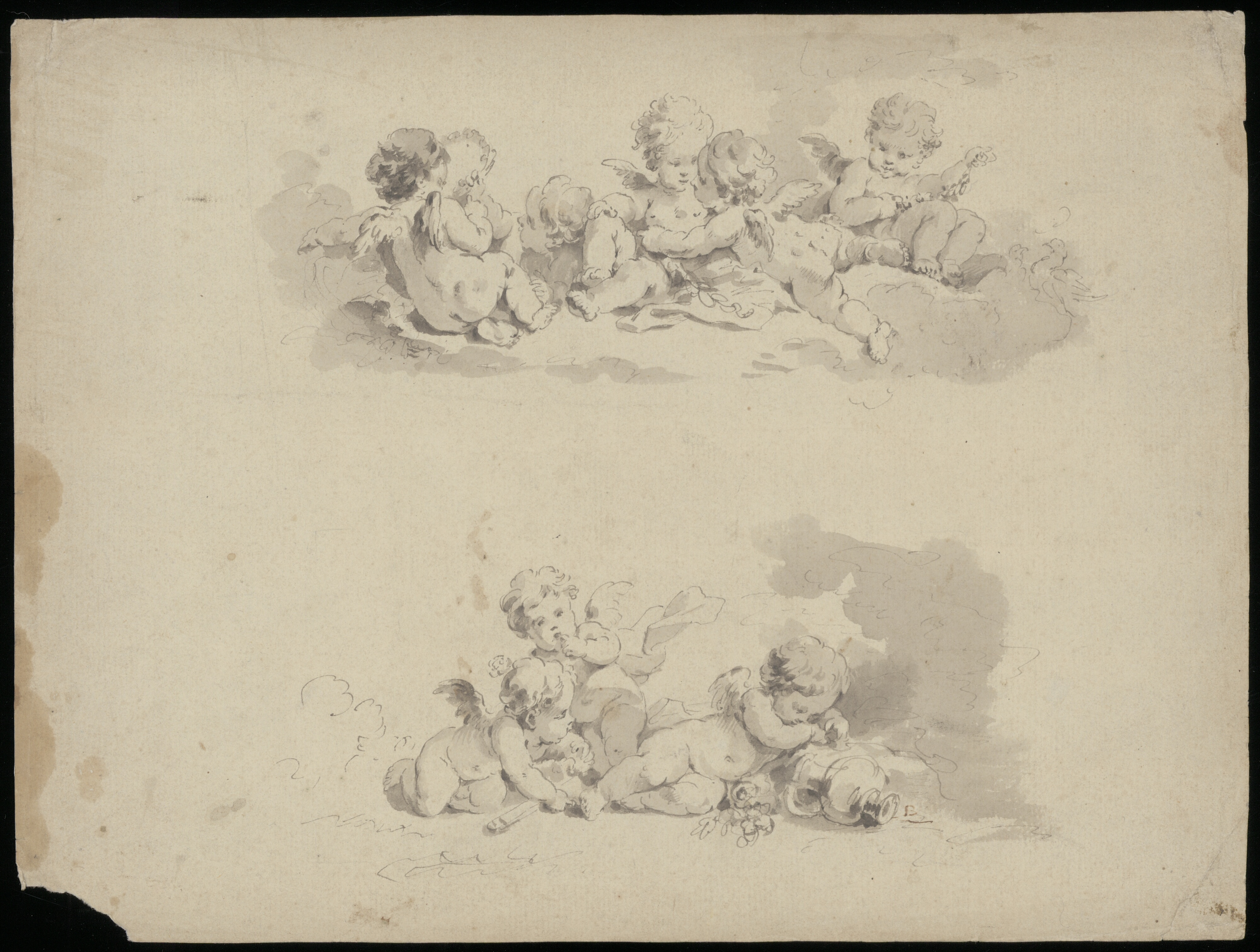
Etude de putti

Il s'applique surtout à la grisaille, genre alors très en vogue pour son imitation de bas-reliefs en marbre blanc. Van Reysschoot donne à ce genre une importance nouvelle dans le domaine des sujets religieux. Son œuvre principale, qui l'a particulièrement fait connaître, est la série de onze grisailles qui décorent le chœur de la cathédrale Saint-Bavon de Gand, au-dessus des stalles du chœur. Cinq de ces panneaux représentent des scènes de l'Ancien Testament, les six autres, des épisodes empruntés à l'Évangile. Ces peintures ont été placées dans l'église de 1789 à 1791.
Van Reysschoot ne se limite pas à la seule peinture monochrome, car il est également un bon coloriste. Il travaille parfois simultanément dans les deux genres. Cela est évident dans la décoration de la splendide résidence des comtes de Hane-Steenhuyse, où il a réalisé des œuvres en grisaille le long des murs et des plafonds colorés.